# Margrete Bose
Margrete Elisabeth Heiberg Bose, född Heiberg 19 september 1865 i Sorø, död 17 juli 1952 i San Justo, Argentina, var en dansk-argentinsk fysiker och kemist. Hon var den första kvinnan i Danmark med en akademisk grad i kemi (magisterexamen). Hon var även en av världens första kvinnliga professorer i fysik.
Margrete Bose var dotter till Gabriel Thomas Skat Rørdam Heiberg (1832–1917) och Johanne Christiane Müller (1837–1914). Fadern var adjunkt på Sorø akademi och präst i Roskilde domkyrka. Bose tog studentexamen som privatist 1895. Hon genomförde därefter kompletterande studier matematik och tog examen philosophicum. Hon antogs sedan till att studera kemi på Köpenhamns universitet och tog magisterexamen 1901. Hon var den första kvinnan i Danmark att avlägga en akademisk titel i kemi. Hon var sedan verksam som laboratorieassistent 1901-1903 på universitetet, också här som den första kvinnan. Hon gjorde en studieresa till Göttingen 1902-1903 för att studera för fysikern Walther Nernst. Där mötte hon fysikern Emil Bose, som hon gifte sig med 1903. Hon flyttade med honom till Danzig 1906, där han var professor i fysikalisk kemi och elektrokemi. Margrete Bose fortsatte med sina studier av tallium och silversulfid.
1909 erbjöds Emil Bose att bli professor i fysik och inrätta ett nytt institut vid Universidad Nacional de La Plata i Argentina. Paret flyttade så till Argentina, där Margrete Bose blev professor i fysikalisk kemi på samma universitet. Denna professur innehade hon till 1941, med avbrott 1915-1919 då hon arbetade som assistent på Danzigs tekniska högskola samt inom den kemiska industrin (1917-1919).